# Team Soho
Team Soho war ein britischer Spieleentwickler mit Sitz im Londoner Stadtteil Soho sowie eine Tochtergesellschaft von Sony Interactive Entertainment.   

## Unternehmensgeschichte
Team Soho wurde 1994 gegründet. 2002 veröffentlichten die Entwickler mit dem exklusiv für die PlayStation 2 konzipierten Third-Person-Shooter The Getaway das mit sieben Millionen Dollar bis dahin teuerste europäische Videospiel. Im selben Jahr ging Team Soho zusammen mit Studio Camden in SIE London Studio auf.

## Liste der entwickelten Spiele
| Titel                        | Erstveröffentlichung | Plattform     | Genre                | Anmerkungen                         |
| ---------------------------- | -------------------- | ------------- | -------------------- | ----------------------------------- |
| Dropship: United Peace Force | 2002                 | PlayStation 2 | Flugsimulation       |                                     |
| The Getaway                  | 2002                 | PlayStation 2 | Third-Person-Shooter |                                     |
| The Getaway: Black Monday    | 2004                 | PlayStation 2 | Third-Person-Shooter | Co-Produktion mit SIE London Studio |